# Vito Lomele
Vito Lomele (Conversano, 1972) è un imprenditore e ingegnere italiano.

## Biografia

### Primi anni
Nato da papà impiegato e mamma insegnante, si trasferisce a Milano nel 1990 per studiare al Politecnico; si laurea in ingegneria informatica; va in Svezia con il Programma Erasmus; trova lavoro a Londra e a Berlino. Poi a Monaco di Baviera entra nel team di FriendScout24, sito di online dating.

### Attività professionale
Nel 2005, dopo essere stato Business Development Manager di My-Tv, mosso dall'esigenza personale di cercare lavoro, pensa di creare un aggregatore al fine di riunire tutte le offerte di lavoro, e crea una piattaforma di job recruiting, simile a Indeed (del New York Times): chiama la start-up Jobespresso, società aperta a Londra, ma con sede operativa a Milano, in uno scantinato in via Washington.
Ma gli inizi sono difficili e già nel 2007 pensa di chiudere la piattaforma, perché occorrono finanziamenti per farla decollare. Allora inventa Jobrapido, grazie al capitale messo insieme ai soci tedeschi (fratelli Samwer), a Giulio Valiante (il suo ex capo in My-Tv) ed agli amici italiani Alessandro Palmieri e Michele Casucci.
La nuova azienda aiuta gli utenti a trovare un lavoro mediante l'utilizzo del web: raccoglie tutti gli annunci di ricerca lavoro inseriti in migliaia di siti web, nelle bacheche, negli annunci sui giornali, assume notizie dalle associazioni e dalle pagine d'impiego (“lavora con noi”) delle singole società private.
La piattaforma riordina tutte le offerte e i siti di lavoro di decine di diversi paesi esteri; è una specie di motore di ricerca del reclutamento di lavoro. L'azienda cresce rapidamente: nel 2009 conta un organico di 32 persone e dieci milioni di utenti, raggiunti in 16 Paesi: diventa il primo sito internet in Italia nel mondo del lavoro. Nel 2011 è visitato da 660 milioni di utenti; raggiunge 80 dipendenti, che provengono da tutto il mondo.
Nel 2012 il gruppo che pubblica il Daily Mail acquisisce il 100% del capitale dai soci tedeschi e italiani; Vito Lomele resta alla guida come amministratore delegato, carica che lascia nel 2014 per abbandonare definitivamente l'azienda.